# Casa e Comida (revista)
Casa e Comida foi lançada em outubro de 2009 pela Editora Globo, com foco na integração entre gastronomia e decoração. A publicação apresentava receitas sofisticadas, sugestões de drinks e ideias de ambientação voltadas à recepção domiciliar. O conteúdo era composto por preparações culinárias testadas, fotografias detalhadas e propostas visuais voltadas à organização de encontros sociais, como jantares e celebrações temáticas.
As receitas variavam entre pratos tradicionais, como bolinho de chuva e sopas, e opções elaboradas, incluindo drinques e cardápios desenvolvidos por chefs reconhecidos. A revista contou com colunistas como a chef de cozinha Carla Pernambuco, a sommeliere Eliana Araújo e a jornalista Bell Kranz, que contribuíram com conteúdo especializado nas áreas de culinária e estilo de vida.
A revista foi lançada em um período marcado pelo crescimento expressivo no número de leitores de revistas no Brasil. Pesquisas realizadas com esse público indicaram que a culinária figurava entre os temas de maior interesse, o que contribui para compreender a expansão e relativa popularização das publicações dedicadas a esse segmento no mercado editorial da época.

## Colaboração internacional
Desde 2009, a revista passou a incluir receitas do chef britânico Jamie Oliver, cuja presença na televisão, por meio de programas culinários, contribuía para sua ampla visibilidade. Em 2013, essas receitas passaram a integrar um suplemento gastronômico exclusivo, publicado bimestralmente.

## Algumas entrevistas e perfis
Ao longo de suas publicações, a revista apresentou entrevistas e perfis de alguns chefs de cozinha reconhecidos nacional e internacionalmente, acompanhados de receitas elaboradas. Algumas entrevistas e perfis refletiam o tendência desses chefs profissionais que alcançaram maior notoriedade por sua atuação na televisão. Essa visibilidade contribuiu para a popularização da gastronomia brasileira. Ao acompanhar essa tendência, a revista reforçou sua inserção no cenário editorial, e a escolha por destacar esses profissionais agregou valor e relevância ao conteúdo publicado. Alguns exemplos segundo esse critério:
Em 2010, Erick Jacquin foi entrevistado sobre utensílios culinários, hábitos alimentares e os planos para o restaurante que mantinha à época. Outros chefs internacionais com atuação no Brasil também foram destaque: em 2011, Alain Ducasse abordou o prazer de cozinhar; em 2014, Claude Troisgros discutiu a conciliação entre popularidade e alta gastronomia; e, em 2015, Paola Carosella falou sobre seus empreendimentos e sua participação como jurada no programa MasterChef.
Alex Atala participou da edição inaugural, em 2009, compartilhando seu prato preferido feito por sua mãe. Em 2013, Jefferson Rueda relatou sua trajetória profissional enquanto liderava um restaurante que estava em fase de projeção internacional. Em 2014, Renata Vanzetto comentou seus 12 anos de carreira e os três restaurantes que estavam sob sua gestão.
Em 2012, Rodrigo Oliveira destacou os principais elementos da culinária nordestina apresentados em seu restaurante. Em 2011, Thiago Castanho falou sobre seu restaurante localizado no Pará. Já em 2016, Rafael Costa e Silva foi mencionado pela revista como um dos principais nomes de sua geração.

## Encerramento e integração editorial
Em junho de 2017, a Editora Globo anunciou o encerramento da circulação da revista Casa e Comida. A partir de então, seu conteúdo passou a ser incorporado à revista Casa & Jardim, tanto na versão impressa quanto digital, com abordagem editorial menos aprofundada.

## Prêmios
| Ano  | Obra                                                                             | Veículo de mídia      | Autor                          | Resultado |
| ---- | -------------------------------------------------------------------------------- | --------------------- | ------------------------------ | --------- |
| 2011 | Reportagem em internet: Quiz: Qual é o copo certo?                               | Revista Casa e Comida | Cristiane Senna e Maycon Silva | Venceu    |
| 2011 | Melhor fotografia: Restaurante Tailandês: Namga-Ko phan ngan com arroz de jasmim | Revista Casa e Comida | Márcio Palermo                 | Venceu    |
| 2011 | Melhor fotografia: Lagostins no pastis, do La Casserole                          | Revista Casa e Comida | Rogério Voltan e Cláudia Pixu  | Venceu    |